# 勒梅尼勒孔特维尔
勒梅尼勒孔特维尔（法語：Le Mesnil-Conteville，法語發音：[lə mɛnil kɔ̃tvil]）是法国瓦兹省的一个市镇，属于博韦区。

## 地理
勒梅尼勒孔特维尔（49°40'9"N, 2°3'35"E）面积3.49 平方千米，位于法国上法蘭西大區瓦兹省，该省份为法国北部内陆省份，北起索姆省，西接厄尔省和滨海塞纳省，南至塞纳-马恩省和瓦兹河谷省，东临埃纳省。
与勒梅尼勒孔特维尔接壤的市镇（或旧市镇、城区）包括：博代迪、卡特、绍克斯莱贝纳尔、孔特维尔、勒阿梅勒、拉瓦克里、索默勒。
勒梅尼勒孔特维尔的时区为UTC+01:00、UTC+02:00（夏令时）。

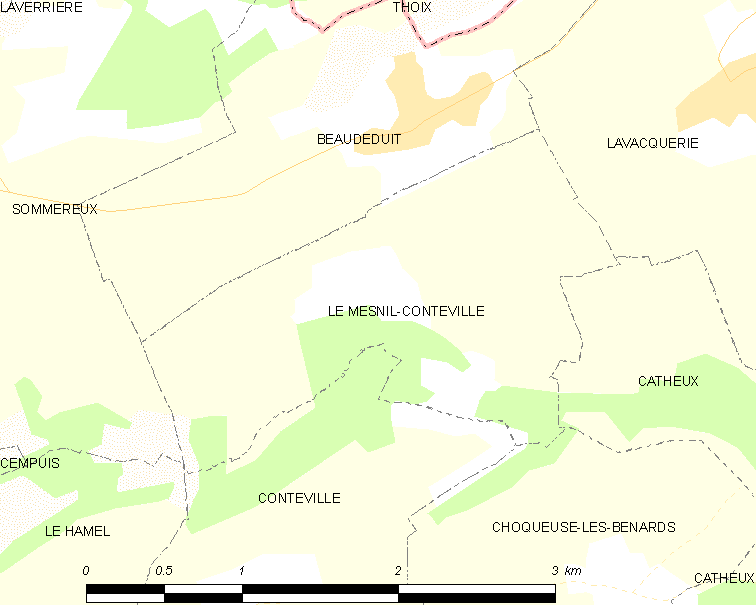
勒梅尼勒孔特维尔的OSM定位图

## 行政
勒梅尼勒孔特维尔的邮政编码为60210，INSEE市镇编码为60397。

## 政治
勒梅尼勒孔特维尔所属的省级选区为格朗维利耶县。

## 人口

1962-2008年间勒梅尼勒孔特维尔人口变化图示

勒梅尼勒孔特维尔于2022年1月1日时的人口数量为69人。